# Gerrit Versteeg

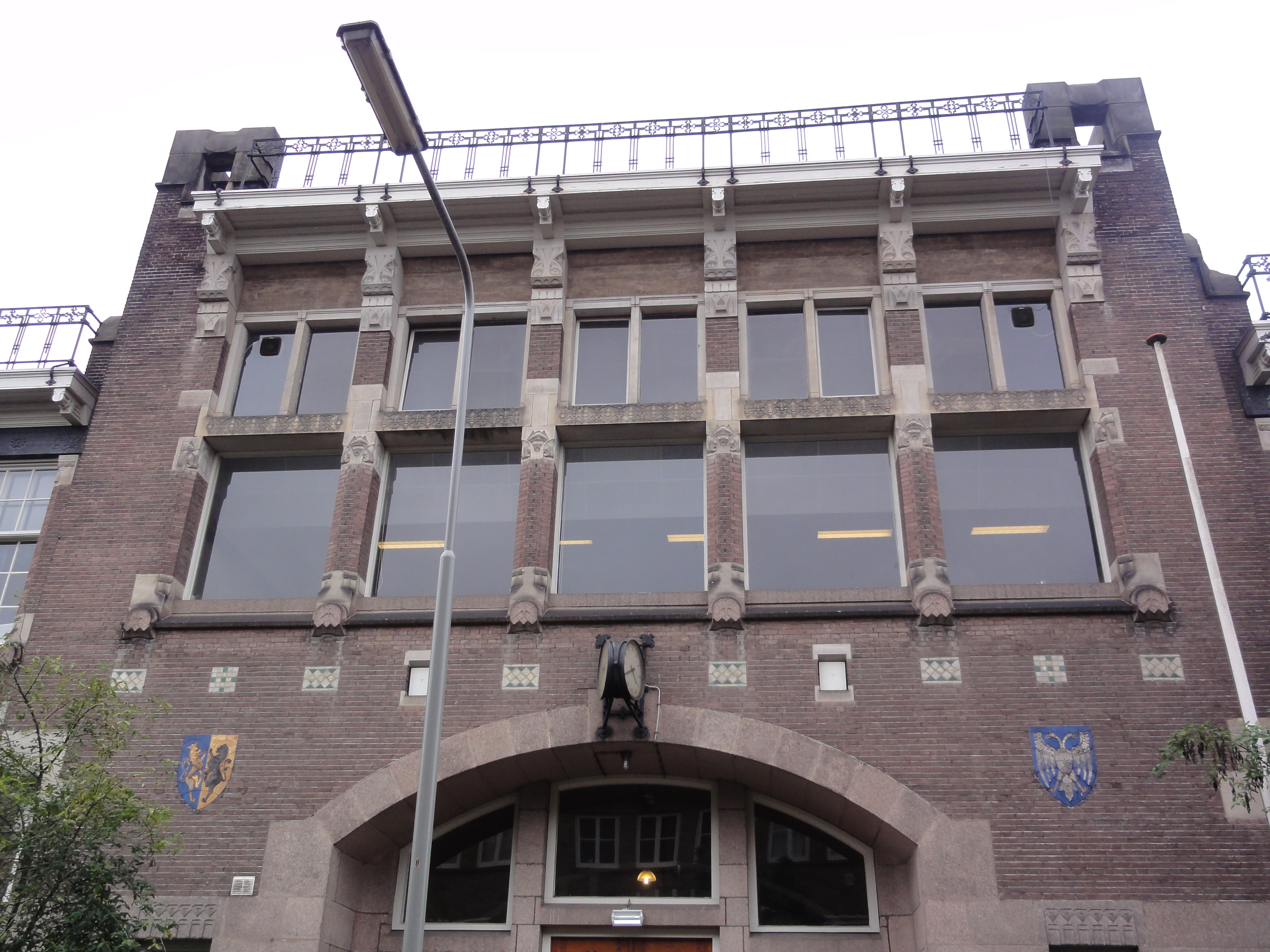
Lorentz H.B.S. in Arnhem

Gerrit Versteeg (Vlaardingen, 2 augustus 1872 - Amsterdam, 13 mei 1938) was een Nederlands stedenbouwkundig architect.
Hij was een zoon van Simon Versteeg en Alida Cornelia van der Kaaden en groeide op in Vlaardingen. Zijn vader was daar boer. In 1900 trouwde Gerrit met Hendrika Aleida Costerus. Versteeg leerde in Delft voor timmerman. Hierna trad hij in dienst bij een architect. Versteeg was enige tijd assistent bij Karel Sluijterman en Eugen Gugel.
Tussen 1901 en 1914 was hij adjunct-directeur van Gemeentewerken in Arnhem. Directeur was destijds W.F.C. Schaap. Dhr. Schaap richtte zich op de stedenbouw en Versteeg ontwierp gebouwen. In deze periode verrezen veel scholen en utiliteitsgebouwen, zoals de tramremise, het slachthuis, de elektrische centrale en de groenteveiling.
Vervolgens verhuisde Versteeg naar Amsterdam, waar hij in 1914 ging samenwerken met architect Jan Gratama. Samen richtten ze zich op woningbouw. Zij waren onder andere uitvoerder van het stedenbouwkundig plan voor Betondorp, waaronder de Kouterstraat. Daarnaast zijn zij bekend geworden door het ontwerpen vanaf 1916 van veel transformatorhuisjes voor de PGEM (Provinciale Geldersche Electriciteits-Maatschappij).
Van 1930 tot zijn dood werkte Versteeg samen met zijn oudste zoon Gerrit Versteeg jr. Hij overleed in 1938 en werd begraven op Zorgvlied.

## Werken
- Lorentz H.B.S., Arnhem (1905)

## Foto's

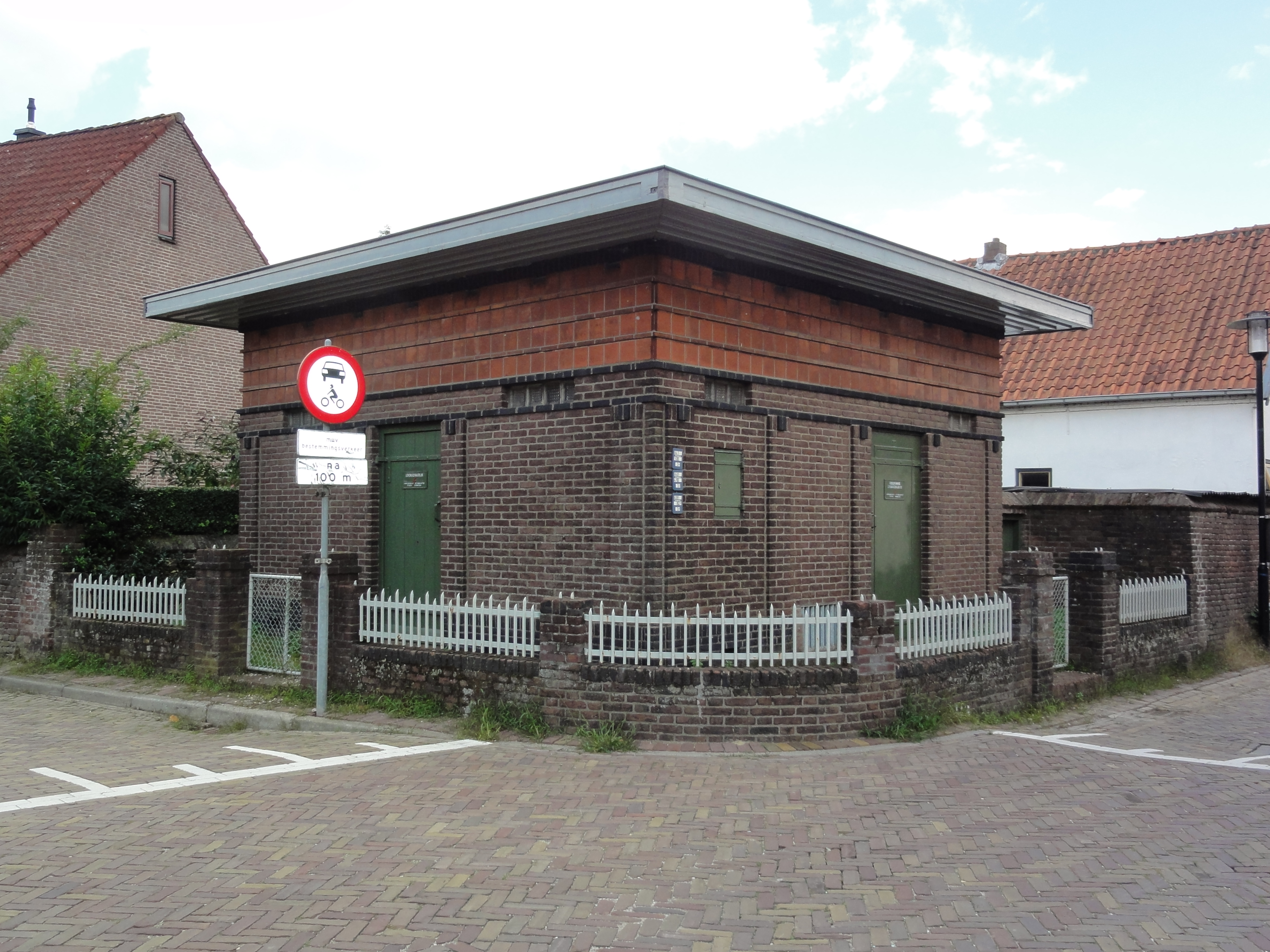
Transformatorhuisje in Druten
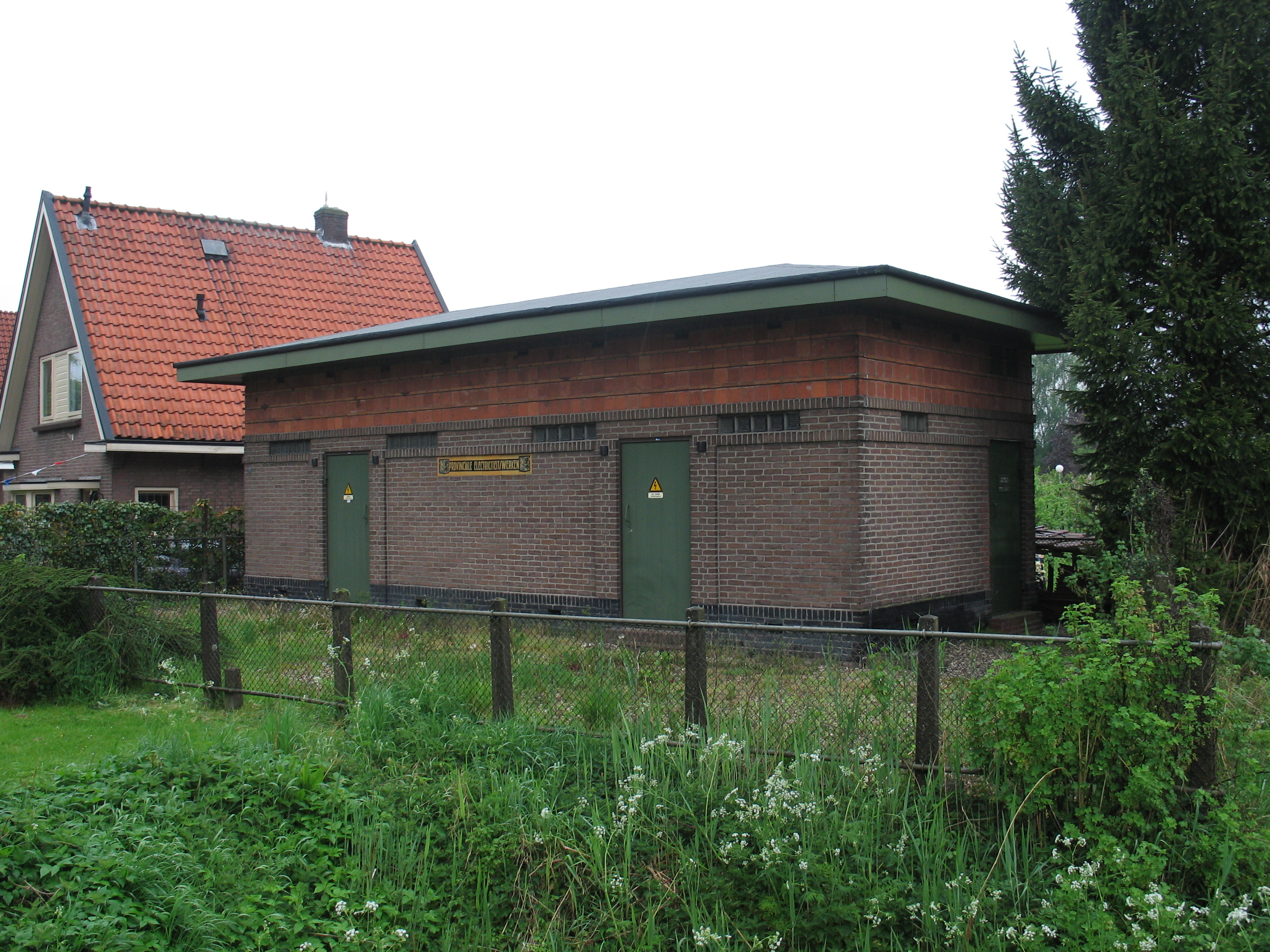
Transformatorhuisje in Kesteren
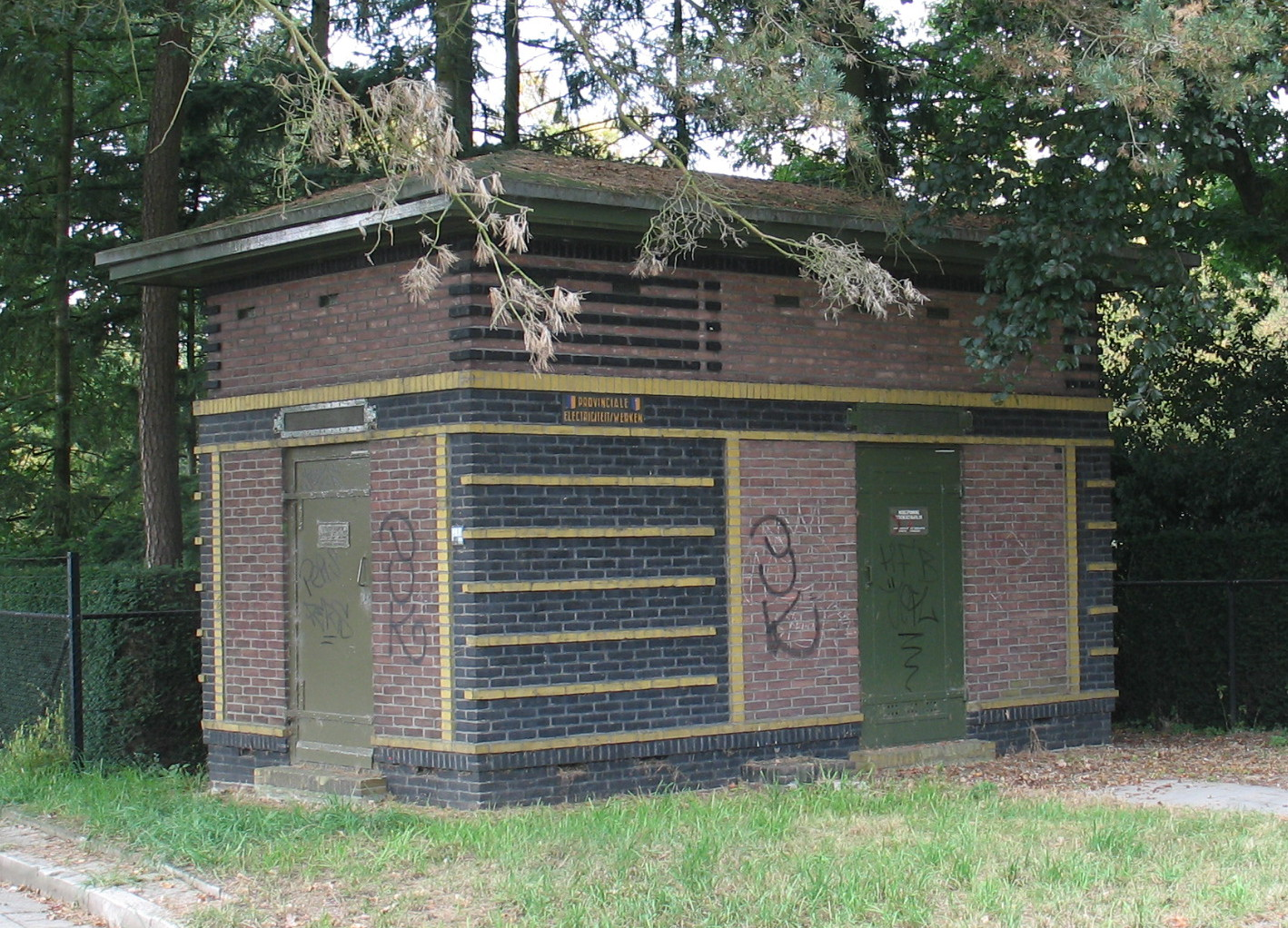
Transformatorhuisje in Ede
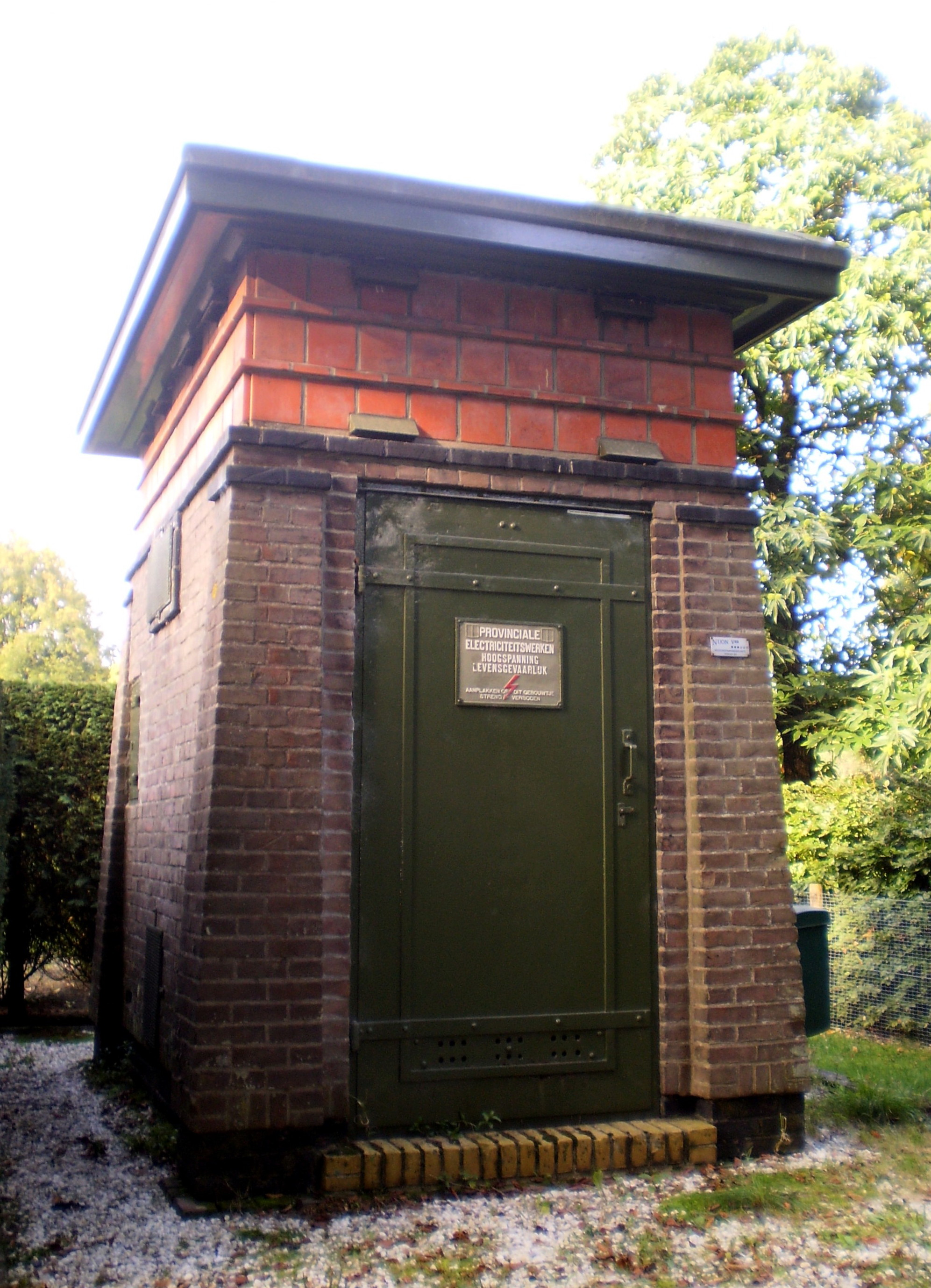
Transformatorhuisje in Hoog Soeren